# Ташлы (Татарстан)
Ташлы (тат. Ташлы) — деревня в Бавлинском районе Татарстана, входит в состав Александровского сельского поселения.

## География
Деревня расположена на правом притоке реки Дымка, в 14 км к северу от города Бавлы.

## История
Деревня Ташлы основана во второй половине XVIII в. Предки современного татарского населения  в XVIII-XIX вв.  относились  к сословиям государственных крестьян, тептярей и   башкир-вотчинников. Основными занятиями жителей являлись земледелие и скотоводство.
В «Списке населённых мест Российской империи», изданном в 1864 году по сведениям 1859 года, населённый пункт упомянут как башкирская деревня Ташлы 4-го стана Бугульминского уезда Самарской губернии. Располагалась по правую сторону почтового тракта из Бугульмы в Уфу, при речке Ташле, в 30 верстах от уездного города Бугульмы и в 8 верстах от становой квартиры в казённом селе Ефановка (Крым-Сарай, Орловка, Хуторское). В деревне, в 44 дворах проживали 352 человека (189 мужчин и 163 женщины), была мечеть.
В начале XX века в деревне функционировали мечеть, водяная мельница. В этот период земельный надел сельской общины составлял 2600 десятин.
До 1920 года деревня входила в Александровскую волость Бугульминского уезда Самарской губернии. С 1920 года в составе Бугульминского кантона ТАССР. С 10.8.1930 года в Бавлинском, 10.2.1935 в Ютазинском, с 1.2.1963 в Бугульминском, с 12.1.1965 в Бавлинском районах. Ныне входит в состав Александровского сельского поселения.
В 1931 году в деревне организован колхоз "Новая деревня", впоследствии несколько раз переименовывался и реорганизовывался. С 1999 года СХПК "Александровский". Жители работают преимущественно в КФХ, занимаются полеводством, мясо-молочным скотоводством.

## Население
| 1816 | 1859 | 1889 | 1897 | 1910 | 1920 | 1926 | 1938 | 1949 | 1958 | 1970 | 1979 | 1989 | 2002 | 2010 | 2015       |
| ---- | ---- | ---- | ---- | ---- | ---- | ---- | ---- | ---- | ---- | ---- | ---- | ---- | ---- | ---- | ---------- |
| 61   | 352  | 572  | 723  | 955  | 1017 | 771  | 542  | 416  | 379  | 396  | 315  | 182  | 151  | 115  | 155 татары |

## Социальная инфраструктура
В деревне действуют библиотека, клуб, фельдшерско-акушерский пункт (с 1972 года).

### Комментарии
1. ↑  души мужского пола